# 湘南藤沢市民マラソン
湘南藤沢市民マラソン（しょうなんふじさわしみんマラソン）は、2010年に始まった神奈川県藤沢市江の島を起点に行われるマラソン大会。主催は藤沢市などで構成される同大会実行委員会。第2回以降の正式名称には、2015年まで筆頭に開催年の数字が付されたが、2016年以降は末尾に変更されている。マラソンの名を冠してはいるが、マラソンコースの競技はなく、10マイルが最長であった。節目の15回目となる2025年は、従来の10マイルからハーフマラソンでの開催となった。

## 概要

### 経緯
2007年第1回湘南国際マラソンの後、2008年第2回は、メイン会場が江の島から大磯に移されて開催された。藤沢市民からは「江の島に市民マラソンを」という声が高まり、署名活動が行われた結果、藤沢市議会や市長も関心を持ち、2010年の藤沢市制70周年記念行事として関係者により準備が進められた結果、神奈川県内で初めて、陸連の正式種目である10マイルレースということで開催するに至った。

### 日程・スタート
（以下全て日本時間表記）
- 湘南藤沢市民マラソン - 2011年（平成23年）2月27日（日）[4]
- 2012湘南藤沢市民マラソン - 2012年（平成24年）2月26日（日）
- 2013湘南藤沢市民マラソン - 2013年（平成25年）1月27日（日）
- 2014湘南藤沢市民マラソン - 2014年（平成26年）1月26日（日）
- 2015湘南藤沢市民マラソン - 2015年（平成27年）1月25日（日）
- 湘南藤沢市民マラソン2016 - 2016年（平成28年）1月24日（日）
- 湘南藤沢市民マラソン2017 - 2017年（平成29年）1月22日（日）
- 湘南藤沢市民マラソン2018 - 2018年（平成30年）1月28日（日）
- 湘南藤沢市民マラソン2019 - 2019年（平成31年）1月27日（日）

## 開催要項
下記の内容は、特記を除き、2024年（1月28日開催済）開催のものである。

### コース
- 10マイル（江の島・湘南海岸　湘南藤沢市民マラソン10マイルコース、定員8000人）
  - 江の島スタート　浜須賀交差点などの複数回折り返しコースで、江の島がゴール
- 親子ラン（2.2キロメートル、同850組）
  - 江の島スタート〜片瀬東浜交差点〜江の島ゴール
- チャレンジラン（2.2キロメートル、同50組）

### 制限時間
スタート時刻及び制限時間
- 10マイル 午前8時30分スタート
  - 2時間15分を超えた時点で競走中止（走者は全員歩道上に移動すること）

途中通過関門制限時間あり
- 親子ラン・チャレンジラン（2.2キロメートル）午前8時45分スタート
  - 30分を超えた時点で競走中止（走者は全員歩道上に移動すること）

### 参加資格
- 10マイル：15歳以上（中学生不可で、未成年の参加には保護者の同意が必要）
- 親子ラン（2.2キロメートル）：小学生とその保護者